# ファセット分類法
ファセット分類法（ファセットぶんるいほう、英: faceted classification）とは、知識を体系的な順序に整理するために使用される分類法の一つ。ファセット分類は、一般的または主題固有のセマンティックカテゴリを使用して、完全な分類項目を作成するために組み合わされる。多くの図書分類法は、概念の固定された列挙型分類法と下位ファセットを組み合わせて、トピックをさらに精緻化している。

## 定義
情報の組織化に利用される分類法には、主に列挙型とファセット型の2つの類型がある。列挙型分類法は、すべての概念の完全な項目一式を含んでいる。ファセット型分類法では、意味的にまとまりのある一連のカテゴリを使用し、必要に応じて組み合わせて概念の表現を作成する。このようにファセット分類法は、既に定義された概念に限定されることはない。これにより、ファセット分類法は非常に柔軟な分類法となり、複合的なトピックの表現も可能となっている。可能な限り、ファセットは「明確に定義され、相互に排他的で、集合的に網羅的な主題の側面」を表す。その前提は、あらゆる主題やクラスが、その構成部分（すなわち、その側面、特性、または特徴）に分析できることである。一般に使用される汎用ファセットには、時間、場所、形式がある。
純粋なファセット型分類法は数少ない。最も有名なのは、ランガナタンのコロン分類法という図書館向けの一般知識分類法である。その他にも、美術・建築シソーラス (Art and Architecture Thesaurus; AAT) やD. J. Foskettが国際労働機関 (ILO) のために作成した労働安全衛生関連のファセット分類体系など、特殊なトピックに特化したファセット型分類法がある。
多くの図書分類法は列挙型分類法とファセット型分類法の技術を組み合わせている。デューイ十進分類法、アメリカ議会図書館分類表、および国際十進分類法は皆、その列挙型分類表のさまざまな箇所でファセットを使用している。許容されるファセットは、分類法の主題領域によって異なる。これらのファセットは、主題領域内で繰り返し適用される下位区分の類型を表す表として記録される。トピックの地理的な下位区分など、適切である限りどのような場合でも使用可能な一般的なファセットもある。その他の表は、分類表の特定の領域にのみ適用される。ファセットは、いくつか組み合わせることにより、複合主題の文を作成することができる。
Daniel JoudreyとArlene Taylorは、宝石のファセット・カットとの類比を用いて、ファセット分類法を次のように説明している。
「カットされ、研磨されたダイヤモンドの各面をダイヤモンド全体の切子面（ファセット）と考えれば、トピック全体の子部分を表す子記号から成る分類記号を描写し、それらを繋ぎ合わせて分類記号を完成させることができるだろう。」
ファセット型の分類は、階層に基づく分類と同じ問題を多く示している。特に、いくつかの概念は複数のファセットに属する可能性があるので、分類上それらの配置が分類辞に対して恣意的に見えることがある。また、各ファセットは記録として区別がつくものでなければならないため、その結果として複雑な記号法になる傾向がある。

## 検索
ファセット分類を備えるシステムにおける検索は、個々のファセットの異なる順序づけに対応する複数の経路に沿って情報の在処へと利用者を案内することを可能にする。これは、カテゴリの階層が固定されていて変わることのない従来型の分類法とは対照的である。また、ファセットを使用して検索結果を絞り込むことで、目的の結果をより早く見つけることも可能である。

## ファセット分類法の例

### 図書館資料のためのコロン分類法
ランガナタンが考案したコロン分類法は、すべての図書館資料に適用すべく設計された一般ファセット分類法の一例である。コロン分類法では、1冊の図書に対して、一連の独立した各ファセットの値が割り当てられる。このファセット式は、ファセットとファセットの間に句読点や記号を挟んでファセット同士を連結する。コロン分類法は、分類記号の主要な記号としてコロンを使用することにちなんで名づけられた。
ランガナタンは、デューイ十進分類法 (DDC) やアメリカ議会図書館件名標目表 (LCSH) のような階層的な分類法は、あまりにも限定的で現代の分類に使用するには限界があり、項目の多くは複数の主題に情報を関連付けることもあるだろうと述べている。ランガナタンは自身が考案した分類法を42のクラスに整理した。各クラスは、ランガナタンが「ファセット」と呼ぶ、独自の特性にしたがって分類され得る。ランガナタンは、主題のファセットを明らかに示すために用いられる基本カテゴリは、Personality（パーソナリティ）、Matter（マター）、Energy（エネルギー）、Space（空間）、Time（時間）の5つあると述べ、5つのカテゴリの頭文字を採って、これをPMEST式と呼称した。
- パーソナリティとは、最も具体的または中心的な主題のこと。
- マターとは、主題の材質、特性、材料のこと。
- エネルギーには、過程、操作、活動を含む。
- 空間とは、主題の地理的な位置のこと。
- 時間とは、主題に関係する日付や季節のこと。

### 国際十進分類法
ファセット分類法のもう一つの例は国際十進分類法 (UDC) で、すべての知識分野において利用可能な複合的な多言語分類法である。国際十進分類法は、19世紀末にベルギーの書誌学者ポール・オトレとアンリ・ラ・フォンテーヌにより作成された。この分類法の目標は、たとえ知識が（手帳や端物といった）従来的ではない方法で蓄積されていたとしても、それを記録することができるような索引を作成することだった。また、資料はアルファベット順ではなく体系的に整理することが望まれた。
UDCは、言語、形式、場所、時間など、いくつかのファセットで拡張される知識の全般的な分類法である。各ファセットは記法上、次のような記号を含む。言語は「=」、素材は「-02」、下位概念は「[...]」といった具合である。

### 労働安全衛生のためのファセット分類法
英国のロンドンを拠点とする分類研究グループの一員だったD. J. Foskettは、国際労働機関 (ILO) 図書館が所蔵する労働安全衛生関連の資料を取り扱う分類法を開発した。この分野の文献を研究した結果、Foskettは次のようなファセットを持つ分類法を作成した。
- ファセットA: Occupational Safety and Health: General（労働安全衛生一般）
- ファセットB: Special Classes of Workers, Industries（労働者、産業に関する特殊クラス）
- ファセットC: Sources of Hazards: Fire, Machinery, etc.（ハザードの原因：火災、機械類など）
- ファセットD: Industrial Accidents and Diseases（労働災害と疾病）
- ファセットE: Preventive Measures, Protection（予防策、保護）
- ファセットF: Organisation, Administration（組織・運営）

記号はアルファベットのみで、サブファセットは "g Industrial equipment and processes" や "ge Machines" のように拡張コードを使用して階層的に整理された。

### 美術・建築シソーラス (AAT)
厳密には分類体系ではないが、AATはランガナタンのコロン分類法と類似するファセットを使用している。
- Associated Concepts (e.g., philosophy) - 関連する概念（例：哲学）
- Physical Attributes - 物理的属性
- Styles and Periods - 様式および時代
- Agents (People/Organizations) - 動作主（人・組織）
- Activities (similar to Ranganathan's Energy) - 活動（ランガナタンのEnergyに類似）
- Materials (similar to Ranganathan's Matter) - 材料（ランガナタンのMatterに類似）
- Objects (similar to Ranganathan's Personality) - 対象（ランガナタンのPersonalityに類似）

## ファセット分類と階層分類の比較
階層型分類とは、一つの階層的な分類法を用いて対象を分類することである。ファセット分類は、実際には1つまたは複数のファセットにおいて階層を使用するが、対象を分類するために2つ以上の分類法を使用することができる。
- ファセット分類体系では、対象に複数の分類を割り当てることができ、検索者がそれらの分類を、一つの予め決められた順序ではなく、複数の方法で適用することができるようにしている。検索プロセスの最初の段階として、複数のファセットを使用することができる[16]。たとえば、言語や主題から検索を「始める」ことができる。
- 階層的な分類体系は、最も一般的な主題から最も具体的な主題へと細分化されたクラスが展開される[17]。
- ファセット分類体系では、ファセットを組み合わせることによって、対象の集合を迅速に絞り込むことができる。さらに、個々のファセットは複数の分類基準に対処するために使用することができる[18]。
- ファセット体系は、コンテンツオブジェクトの重要な、本質的な、あるいは永続的な特徴に焦点を当て、急速に変化するリポジトリをきめ細かく分類するために役立てられる。
- ファセット分類体系では、あるオブジェクトがどのような名称のカテゴリに分類されるかを先験的に知っている必要はない。統制された語彙は、各語彙の用語と一致する文書の数とともに提示される。
- 新しいファセットは、一つの階層を崩したり、他のファセットを再編成したりすることなく、いつでも作成することができる。
- ファセット分類体系は、ドメイン（領域）の範囲と組織についてほとんど仮定しない。ファセット分類法を「破る」ことは困難である[19]。